# Copa Perú
Copa Perú är en fotbollsturnering i Peru. Trots namnet är det inte en renodlad utslagstävling utan den omfattar snarare ett antal serietävlingar vilkas slutmål är en utslagsturnering (med dubbelmöten hemma/borta) och som garanterar slutsegraren uppflyttning till division 1 - Primera División.

## Historia
1966 var första gången Perus högsta division i fotboll kallades Descentralizado - decentraliserad. Detta berodde på det faktum att för första gången lag utanför huvudstaden Lima tilläts delta i den nationella ligan. Följande år sedan Copa Perú startat, fick alla icke-professionella lag i Peru tävla om att förhoppningsvis ta sig in i den första divisionen. 
1998 hände en stor förändring: åtta lag från de regionala ligorna var kvalificerade för slutspelet. Det spelades som en traditionell utslagsturnering med hemma- och bortamatcher varefter slutsegrare flyttades upp till Primera División Peruana. 
2004 gjordes förändringen att antalet lag från de regionala ligorna ökades till 16.

## Vinnare
| År   | Flagga          | Vinnare                   | Stad            | Region          |
| ---- | --------------- | ------------------------- | --------------- | --------------- |
| 1967 |                 | Alfonso Ugarte de Chiclín | Trujillo        | La Libertad     |
| 1968 |                 | Carlos A. Mannucci        | Trujillo        | La Libertad     |
| 1969 |                 | Carlos A. Mannucci        | Trujillo        | La Libertad     |
| 1970 | Peru            | Atlético Torino           | Talara          | Piura           |
| 1971 |                 | Melgar FBC                | Arequipa        | Arequipa        |
| 1972 |                 | Atlético Grau             | Piura           | Piura           |
| 1973 |                 | Sportivo Huracán          | Arequipa        | Arequipa        |
| 1974 | Ingen turnering | Ingen turnering           | Ingen turnering | Ingen turnering |
| 1975 | Peru            | Atlético Torino           | Talara          | Piura           |
| 1976 |                 | Coronel Bolognesi         | Tacna           | Tacna           |
| 1977 | Peru            | Atlético Torino           | Talara          | Piura           |
| 1978 | Peru            | Juventud La Palma         | Huacho          | Lima            |
| 1979 | Peru            | ADT                       | Tarma           | Junín           |
| 1980 |                 | León de Huánuco           | Huánuco         | Huánuco         |
| 1981 |                 | U. Técnica de Cajamarca   | Cajamarca       | Cajamarca       |
| 1982 | Peru            | Atlético Torino           | Talara          | Piura           |
| 1983 | Peru            | Sport Pilsen              | Guadalupe       | Lambayeque      |
| 1984 | Peru            | Los Espartanos            | Pacasmayo       | La Libertad     |
| 1985 |                 | Hungaritos Agustinos      | Iquitos         | Loreto          |
| 1986 | Peru            | Deportivo Cañaña          | Lambayeque      | Lambayeque      |
| 1987 |                 | Club Libertad             | Trujillo        | La Libertad     |

| År   | Flagga          | Vinnare                   | Stad            | Region          |
| ---- | --------------- | ------------------------- | --------------- | --------------- |
| 1988 | Ingen turnering | Ingen turnering           | Ingen turnering | Ingen turnering |
| 1989 | Ingen turnering | Ingen turnering           | Ingen turnering | Ingen turnering |
| 1990 | Ingen turnering | Ingen turnering           | Ingen turnering | Ingen turnering |
| 1991 | Ingen turnering | Ingen turnering           | Ingen turnering | Ingen turnering |
| 1992 | Ingen turnering | Ingen turnering           | Ingen turnering | Ingen turnering |
| 1993 | Peru            | Aurich-Cañaña             | Chiclayo        | Lambayeque      |
| 1994 | Peru            | Atlético Torino           | Talara          | Piura           |
| 1995 | Peru            | La Loretana               | Pucallpa        | Ucayali         |
| 1996 |                 | José Gálvez               | Chimbote        | Ancash          |
| 1997 | Peru            | Juan Aurich               | Chiclayo        | Lambayeque      |
| 1998 | Peru            | IMI FC                    | Talara          | Piura           |
| 1999 |                 | Deportivo UPAO            | Trujillo        | La Libertad     |
| 2000 | Peru            | Estudiantes de Medicina   | Ica             | Ica             |
| 2001 |                 | Deportivo Bolito          | Tacna           | Tacna           |
| 2002 |                 | Atlético Universidad      | Arequipa        | Arequipa        |
| 2003 |                 | Universidad Cesar Vallejo | Trujillo        | La Libertad     |
| 2004 | Peru            | Sport Áncash              | Huaraz          | Ancash          |
| 2005 |                 | José Gálvez               | Chimbote        | Ancash          |
| 2006 |                 | Total Clean               | Arequipa        | Arequipa        |
| 2007 | Peru            | Juan Aurich               | Chiclayo        | Lambayeque      |
| 2008 | Peru            | Sport Huancayo            | Huancayo        | Junín           |
| 2009 |                 | León de Huánuco           | Huánuco         | Huánuco         |